# Лівіу Чулей
Лівіу Чулей (рум. Liviu Ciulei, *7 липня 1923 Бухарест, Румунія — †25 жовтня 2011, Мюнхен, Німеччина) — румунський кінорежисер, архітектор, художник, актор, а також модельєр та технолог-дизайнер. За визанням журналу Newsweek, був «одною із найсміливіших і найскладніших фігур на міжнародній арені» ХХ століття. 

## Біографія
Навчався в Королівській консерваторії музики і театру в Бухаресті (1946). Дебютував в 1945 в Малому театрі в п'єсі, написаній Філіпом Баррі. В 1957 дебютував як режисер у муніципальному театрі Бухареста, (пізніше названий Bulandra), де він зробив постановку Rainmaker на Річарда Неша. Став відомий в 1961 завдяки оригінальній постановці п'єси As You Like It за Шекспіром.
10 років був художнім керівником театру Bulandra, з 1963 по 1974, потім він був знятий комуністичною цензурою після скандалу з прем'єрою вистави «Ревізор» в постановці Lucian Pintilie, яку, врешті, заборонили. Під його керівництвом Bulandra став найвідомішим театром не тільки в Румунії, а й за її межами, в той час там працюють такі великі режисери Лукіан Пінтіле і Раду Пенцулеску.
Чулей емігрував із Румунії 1980 і працював у багатьох країнах в Європи та Сполучених Штатах, Канаді та Австралії. Він був художнім керівником театру Тайрон Гатрі в Міннеаполісі, штат Міннесота (США), а з 1986, професор театру в Колумбійському університету. Повернувся в країну після 1989 і був названий почесним директором театру Bulandra.
Помер 25 жовтня 2011. Його тіло було піддано кремації.

## Фільмографія

### Режисер
- 1958 — Виверження / Eruptia
- 1959 — Хвилі Дунаю / Valurile Dunarii (в російському прокаті «Палаюча річка»)
- 1964 — Ліс повішених / Padurea spânzuratilor (по Лівіу Ребряну)
- 1977 — Втрачене лист / O scrisoare pierduta (ТБ)

### Художник
- 1953 — Мітра Кокор / Mitrea Cocor
- 1953 — Онуки сурмача / Nepotii gornistului
- 1954 — Сонце сходить / Rasare soarele
- 1970 — Створення світу / Facerea lumii
- 1977 — Втрачене лист / O scrisoare pierduta (ТБ)

### Актор
- 1950 — У нас в селі / In sat la noi
- 1953 — Онуки сурмача / Nepotii gornistului
- 1955 — Тривога в горах / Alarma in munti
- 1959 — Хвилі Дунаю / Valurile Dunarii — Міхай
- 1960 — Солдати в цивільному одязі / Soldati fara uniforma
- 1962 — В небі немає решіток / Cerul n-are gratii
- 1964 — Ліс повішених / Padurea spânzuratilor — Клапка
- 1970 — Створення світу / Facerea lumii — Manicatide
- 1971 — Зліт / Decolarea — старий пілот Баркан
- 1972 — Любов почнеться в п'ятницю / Dragostea începe vineri
- 1973 — Туман / Ceaţă
- 1973 — Димитре Кантемир / Cantemir
- 1975 — Мастодонт / Mastodontul
- 1975 — Румунський мушкетер / Muschetarul român — Лейбніц
- 1978 — Фаланстери / Falansterul

## Нагороди
- 1958 — Заслужений артист СРР
- 1960 — Головний приз Кінофестивалю в Карлових Варах («Хвилі Дунаю»)
- 1965 — приз Найкращий режисер на 18-му Каннському кінофестивалі («Ліс повішених»)
- 1965 — номінація на приз «Золота пальмова гілка» 18-го Каннського кінофестивалю («Ліс повішених»)